# جوني هنتر
جوني هنتر (بالإنجليزية: Johnny Hunter)‏ هو لاعب دوري الرغبي أسترالي، ولد في 21 يوليو 1925 في كوغارة ‏ في أستراليا، وتوفي في 1980 في إنجلترا في المملكة المتحدة.